# Benjamin Blazevic
Benjamin Blazevic (* 28. Dezember 1995 in Klagenfurt) ist ein österreichischer Basketballspieler. Er steht beim Bundesligisten BK Klosterneuburg unter Vertrag.

## Laufbahn
Blazevic wechselte im Frühjahr 2012 mit 16 Jahren von den Wörthersee Piraten in die Jugendabteilung des Bundesligisten Oberwart Gunners. Im Spieljahr 2012/13 gab er seinen Einstand in der Bundesliga, einige Jahre später kamen auch Einsätze im Europapokal hinzu. Ende 2015 zog er sich einen Kreuzbandriss zu und musste folglich monatelang pausieren. In jener Saison 2015/16 gewannen seine Oberwarter die Meisterschaft sowie den Pokalbewerb.
In der Sommerpause 2018 wechselte Blazevic innerhalb der Bundesliga zu den Raiffeisen Flyers Wels. Er blieb zunächst bis 2020, spielte dann für KOS Celovec in der zweiten Bundesliga, Ende Jänner 2021 ging nach Wels zurück. In der Sommerpause 2021 vermeldete der BK Klosterneuburg seine Verpflichtung. Im Jänner 2025 gewann Blazevic mit der Mannschaft den österreichischen Pokalbewerb.

### Nationalmannschaft
Bei der U20-B-Europameisterschaft 2015 war er mit 14,3 Punkten und 9,8 Rebounds je Begegnung Leistungsträger der Auswahl Österreichs.